# 放課後ガールズトライブ
『放課後ガールズトライブ』は株式会社エイチームより配信されていたスマートフォン用ゲームアプリ。略称は「ガルトラ」。基本プレイ無料（アイテム課金制）。サービス期間は2016年12月22日 - 2017年11月29日。

## 沿革
2015年
- 11月4日 - エイチームが新ゲーム開発プロジェクト『罪娘（つみっこ）プロジェクト』を発表する。
- 12月17日 - 新ゲームの名称が『放課後ガールズトライブ』、2016年初夏リリース予定と発表され事前登録開始。キャラクターボイスのキャスティングを事前登録者のアンケートで決めるキャンペーンが行われる。

2016年
- 3月10日 - ユーザー投票によるキャラクター10名のキャスティングが発表される。
- 7月29日 - 配信予定日が延期、未定となる。
- 12月22日 - 配信開始。事前登録者数は56万人を突破。

2017年
- 1月12日 - 累計100万ダウンロードを突破と発表。
- 6月29日 - 初の大型アップデート。最高難易度「超絶ミッション」、新ガチャ、ログインボーナス、カムバックキャンペーンなどを同時開催。
- 9月8日 - 東京都内で開催されたエイチーム2017年7月期の決算説明会で、6月にテコ入れとなる大型アップデートをした「ガルトラ」が減損損失2億6900万円を計上したことを発表。
- 10月26日 - エイチームが名古屋市内の株主総会で、「放課後ガールズトライブ」の配信を11月29日で終了することを発表。利用者が伸び悩み、運営を継続する見通しが立たないのが理由。また、他社に委託した外注開発のため、仕様のチェック漏れで配信直後に不具合が頻発したことも明かした。
- 11月29日 - ゲームアプリ終了および公式Webサイト・公式Twitterアカウントが消去され、同コンテンツすべてのサービスを終えた。

## ゲームシステム
ミッション
本作のメインコンテンツ。入手した装備（コスチューム、武器）を使用してバトルを行う。敵を倒すと一定の確率で強化石、または装備のかけらが手に入る。
メインストーリー。
本作のメインストーリー。全10話まで公開された。各話はバトルを行うステージとシナリオを読めるチャプターに分かれている。各話は15チャプターで構成されている。
イベントミッション
期間限定で開催されるイベント。敵を倒すと一定の確率で装備のかけらが手に入る。各イベントにはミニエピソードがついている。
強化ミッション
装備を強化するため石（強化石）を入手できる。
混沌のエデン
全100階。1フロアごとに進んでいく。他のモードと異なり、3チームまで出撃できる。。各フロアも数回の戦闘に分かれており、戦闘ダメージ、絆ゲージを次の戦闘に引き継がれる。各フロアのボスは一定の確率でスチルをドロップする。
追憶の回廊（終了）
内容は混沌のエデンと同じである。追憶の回廊ではスチルのドロップはない。混沌のエデン追加に合わせて終了となった。
装備
装備の強化や限界突破、覚醒を行うモード。装備はガチャ、もしくは装備のかけらを一定数集めることで入手できる。
アリーナ
他のプレイヤーと対戦を行う。他プレイヤーはオートで動作する。毎週日曜日のアリーナの順位に応じてガチャチケットなどの報酬がもらえる。
メンバー
プロフィール
登場人物のプロフィール閲覧、アバター設定、ミニエピソードの閲覧が行える。

## 登場人物

### メインキャラクター
特記の使用武器は初期キービジュアルやオープニング動画、アプリ内での画像などで装備していた武器。
神崎 咲夜（かんざき さくや）
声：早見沙織
聖泉女学院2年生。誕生日は4月21日。【特別クラス】のリーダー。
【特別クラス】編入以前から1人で新宿の侵食区域の探索をしており父・炎児を探していた。
戦闘シミュレーションの演習ではA評価をもらうほど戦闘に長けている。
炎児がコードレッドとなってしまった現実に直面するが、娘である自分が責任をとる強い意思で、莉穂とチェリーの協力のもと倒すことに成功している。止めをさそうとするも炎児の身体からコードレッドの気配が何らかの理由で消えたため、殺さずに済み感動から涙を流している。
当初の目的であった父親との再会を果たしたが、莉穂たちのためにもうしばらくは【特別クラス】に在籍することを宣言している。
使用武器は刀。
和泉 莉穂（いずみ りほ）
声：伊藤かな恵
2年生。誕生日7月3日。
見た目こそはギャル風な風貌だが仲間思いの性格。幼い兄弟が多くいるため、率先して家事を行っており、それを見かねた母親を心配させないように、両立できているような姿を演じている。
【特別クラス】やプレイヤーには内緒にしているが、ハンバーガーショップでアルバイトをしている。
人気投票の結果は2位。
使用武器は二丁拳銃。
チェリー・ブラックウェル
声：水瀬いのり
2年生。誕生日8月28日。アメリカから留学している。
映画監督になることを夢見ている女の子。昔、父親から誕生日プレゼントで貰ったビデオカメラを大事にしている。日本のことが好きであり、いつの日か日本をテーマとした映画を撮りたいと思っている。納豆が大の苦手。
使用武器は槍。
土御門 冬芽（つちみかど ふゆめ）
声：洲崎綾
3年生。誕生日12月25日。影の薄い女の子。影が薄いことを改善するためにメイド喫茶でアルバイトをしている。その影の薄さは、主人公などの特定の人物以外にはなかなか認知されないほどであり、会話している時でさえ、見失うほど。
人気投票の結果は3位。
使用武器はハンマー。
比企島 こもり（ひきしま - ）
声：佐倉綾音
1年生。誕生日3月30日。ヒーローに憧れる女の子で「怠惰の英雄」と自負している。特務科にスカウトされる前から個人で活動していた覚醒者。プリンが好き。頭の上にインコを乗せている。
使用武器は大剣。
大空 美智留（おおぞら みちる）
声：大空直美
3年生。誕生日8月9日。腕っぷしが強く「鋼鉄の女傑（アイアンメイデン）」の異名を持っている。またレディを目指していると本人は言うが方向性はかなりずれており、ランニングや筋肉トレーニングを行っている。
孤児院で育った。
使用武器はナックル。
桃山 胡桃（ももやま くるみ）
声：内田真礼
1年生。誕生日2月22日。飛び級で特務科に在籍とされているが、正体はイスカが作成したホムンクルスの一体であるイドゥンで敵ホムンクルスによって致命傷を負ったにもかかわらず数分で何事もなかったかのように復活しているケーキ好き。
使用武器はハンマー。
朝宮 夏鈴（あさみや かりん）
声：天野凛
1年生。誕生日7月16日。咲夜に憧れており、少しでも憧れの存在に近づくために努力している。
咲夜の代わりに臨時のリーダーを務めたこともあり、メンバーの特徴を踏まえた布陣で指揮をとっている。
五月雨 奏（さみだれ かな）
声：一木千洋
2年生。誕生日3月12日。父親が刀鍛冶であり、自身も刀鍛冶になるべく幼少のころから修行しているが、父親に認められてはおらず、刀を打たせてもらえてはいない。
肝心なところで失敗する癖があり、改善しようと頑張ってはいる。
不破 靖奈（ふわ やすな）
声：杉村ちか子
3年生。誕生日4月13日。おっとりとした性格の女の子。クラスメイト達を優しく包む包容力がある。
クラスメイトからよくスキンシップされるが、され過ぎることに困ってはいる。動物好き。
紫 ゆかり（むらさき - ）
声：湯浅かえで
2年生。誕生日9月9日。写真を撮るのが趣味で、風景だけでなく、プレイヤーである先生を盗撮しており、さらにしるべの自室に盗聴機を仕掛けたりもした。
自分から目立とうとはせず、意図してテストでもクラス平均を取るなどしている。
蓮柊 晶（はすらぎ あきら）
声：山下まみ
1年生。誕生日10月26日。オカルト好きであり、幽霊と会話できる力がある。
赤屋敷 ソフィア（あかやしき - ）
声：清都ありさ
2年生。誕生日12月7日。はっきりしないことが嫌い。苦い食べ物が好き。
使用武器は刀。
上杉 美春（うえすぎ - みはる）
声：高橋美衣
1年生。誕生日6月17日。父親が料理人で、自身も料理が上手い。
清涼院 撫子（せいりょういん なでしこ）
声：南真由
2年生。誕生日5月10日。人気恋愛小説家である女の子。ペンネームは「恋野彩花」。本人は女性同士の恋愛小説を書きたいが、編集者から止められている。
天童寺 麗香（てんどうじ れいか）
声：深川芹亜
3年生。誕生日9月23日。大財閥である天童寺家の令嬢であり、何事も1番でないと気が済まない性格の持ち主。
立花 凛縁（たちばな りんえん）
声：高橋花林
3年生。誕生日4月2日。麗香の執事をしている女の子。麗香の無理難題な要求に応えている。家の仕来たりで男装をしている。
幼少のころは麗香にも男子だと性別を偽るように強制されていた。
扇 佳澄（おうぎ かすみ）
声：金魚わかな
1年生。誕生日11月25日。千鳥の双子の姉。プレイヤーのことを「おにーちゃん」と呼ぶ。
扇 千鳥（おうぎ ちどり）
声：和多田美咲
1年生。誕生日11月25日。佳澄の双子の妹。プレイヤーのことを「お兄さん」と呼ぶ。好きな音楽はロック。
リン・メイシェン
声：辻美優
3年生。誕生日1月27日。アイドルを目指して日本に来ている。大婆様とアイドルになるまで実家には帰らないことを約束している。

### 特務防衛機関アルカ

#### 聖泉女学院・教員
プレイヤー
【特別クラス】を受け持つこととなった新米教師の男性。特務科の覚醒者の力を増幅させる力を持っている。生徒からはズボラやだらしないといった印象を持たれている。
柚木崎 しるべ（ゆきさき - ）
声：沢城みゆき
【特別クラス】の副担任を務める女性。
元凄腕の覚醒者であり、最凶最悪の覚醒者としてモイラの3人ですら恐れている。だが、現在は力を何重もの封印によって抑えられている。
堂島 有希（どうじま ゆき）
声：井上喜久子
聖泉女学院の教頭を務める女性。
桃山 桜子（ももやま さくらこ）
声：小林ゆう
聖泉女学院の保険医の女性。【特別クラス】の生徒が用いる『メモリア』を作っている。かつてはイスカの部下であり、研究所から抜け出した胡桃を匿い、身分を与えて妹にしている。

#### アルカ上層部
月読 海里（つくよみ かいり）
声：中村悠一
アルカの頂点に君臨する男性。右目に眼帯をしており、「ディクテーター」の異名を持つ。
【モイラ】と呼ばれる直属の部隊を持っており、メンバーは体の一部が悪魔化しているSランクの覚醒者の女性3名で構成されている。
プレイヤーと同一か、正反対の力を持つとされている。
覚醒者としての実力はしるべと同等。
不知火 雪花（しらぬい せっか）
声：小清水亜美
【モイラ】のメンバーの1人。「殺し屋」の異名を持つ女性。右腕が悪魔と化している。
影の中に入ることができ、それを用いた奇襲を得意としている。
安久津 弥魅（あくつ やみ）
声：牧野由依
【モイラ】のメンバーの1人。「監視者」の異名を持つ少女。頭の左側に角が生えている。足が不自由であり、車椅子に座っている。
『コードレッド』の気配を、どれほど微弱でも離れた位置から察知できる力を持っている。
ルチア・リヴェラ
声：釘宮理恵
【モイラ】のメンバーの1人。「遊人」の異名を持つ少女。背中に羽根が生えており、空を飛ぶことができる。
海里の命令には従うが、同じ【モイラ】のメンバーである雪花と弥魅を仲間だとは思ってはいない。

### コードレッド
神崎 炎児（かんざき えんじ）
声：小山力也
咲夜の父親。元特務の覚醒者だったが、『侵蝕区域』となっている新宿に呑み込まれた咲夜の母親をたった1人だけで探していた。特務に所属していると、新宿で妻を探す許可がおりないため、咲夜を親戚に預けて特務を辞職し、違法ながらも無断で『侵蝕区域』で捜索していた。
これまでは気配を消して捜索をしていたが、新宿に侵入した複数の覚醒者の気配を感じとり、咲夜達の目の前に姿を現している。一緒に家に帰ろうと言う咲夜の説得を聞かず、突き放した態度をとっていたが、自身の身に宿るコードレッドを気力で抑え込んでいたが溢れだし、咲夜たちに襲いかかっている。
咲夜たちによって倒された後、二度と元の覚醒者の状態に戻れないはずだったが、なぜかコードレッドではなくなったため、現在は病院に入院している。今では歩けるまでに回復している。
友坂 乙女（ともさか おとめ）
声：佐藤聡美
莉穂の中学生時代の親友。莉穂とは違う高校に進学しており、高校に入学してからは莉穂の迷惑にならないように連絡を控えていた。
フォレスト・ブラックウェル
声：子安武人
チェリーの兄。有名映画監督である父親の映画の脚本を務めた。
幼いころから父親に認められたい一心で、芸術分野で妹であるチェリーと競いあっていた。
灰墨 虎太郎（はいずみ こたろう）
声：下野紘
美智留と同じ孤児院出身の少年で、美智留と同じ時期に「黒い霧」触れたことで「覚醒者」となった。
自分達の育った孤児院の子供達を養うためにお金を稼いでおり、悪魔を倒せば倒すほど収入が増える覚醒者の傭兵達の集まりである『ハンター』に所属している。
本来の実力は美智留よりも下。
幽ヶ峰 深色（ゆうがみね みいろ）
声：相沢舞
冬芽のファンである女性。オカルトマニアであり、ライターとして雑誌に連載しているほど。
至道 イスカ（しどう - ）
声：皆口裕子
アルカの研究員の女性。ホムンクルス研究の第一人者であり、イドゥンこと胡桃を作った事実上の生みの親。
かつて子供を宿していたが、事故によって『黒い霧』に触れた際に、お腹の子は『覚醒者』ではなかったために亡くしている。

### その他
アデル
混沌のエデンにいた少女。口数が少ない。少女の姿をしてはいるが人間ではなく、かつて特務によって実験を受けていた。
キャロ
うさぎの人形の姿をしたマスコット。アデルとは対照的に快活でよく喋る。
ブラックウェル氏
ブラックウェル兄妹の父。二人に対して別々の素質があったことを評価しており、その素質を伸ばすように接していたが、その接し方が二人に異なる誤解を生じ兄妹同士が嫉妬し憎みあう構図を生み、フォレストがコードレッド化する結果となってしまっている。
イズーナ
イスカが作ったホムンクルスの1体。胡桃（イドゥン）と対に造られており、こちらはホムンクルスの別の可能性を見出すため、イスカによって意図的に感情を持たせていた。

## 用語
黒い霧
世界各地で突如発生した現象を指し、この霧に触れた者は「覚醒者」もしくは「覚醒者」の素質のある者を除いて悪魔と化す。
侵蝕区域（しんしょくくいき）
『黒い霧』に覆われた区域を指す言葉であり、一般人は立ち入り禁止となる。【覚醒者】のみ侵食区域の中でも行動できる。
コードレッド
侵蝕区域に出現する危険因子の総称で、何らかの要素が覚醒者の感情に寄生して発生する。
これまでは取り憑いた状態で発見されていたため「覚醒者の成れの果て」として認識されていたが第5話にて因子だけが単独で活動しているケースが確認され発見時は青紫の炎のような姿になっており、また第5話の要因は比企島 こもりが過去に犯した罪の意識により生まれたものだった為、こもりにコードレッド因子植え付けに失敗すると次第にドッペルゲンガーの如く、こもりの姿にそっくりの形状に形成された。
星喰
別名ガブリン。侵食現象の原因となる黒い霧を吐き出す怪物。
個体により様々な特徴をもっており、テレパシーを使い日本語で会話したり、メモリアに変化したり、食べられたりする
覚醒者
『黒い霧』の影響を受けず、霧の中でも活動できる人間を指す。
メモリア
「世界の記憶の欠片」と呼ばれる物から生み出される物質で、『悪魔』にはメモリアの武器でしか攻撃が効かない。

### 組織関連
特務防衛機関アルカ
各地で頻発する『黒い霧』現象を調査・収束を行っている機関。
聖泉女学院（せいせんじょがくいん）
『特務防衛機関アルカ』が母体となって運営している学院。表向きは一般的な私立高等学校であるが、『覚醒者』として素質のある者は『特別クラス』に転入することになり、戦闘・戦術などの訓練などが行われる。

## 主題歌
「DARE DEVIL」
作詞：ナノ / 作曲・編曲： WEST GROUND / 歌：ナノ

## イベント
期間限定開催のイベント
期間限定で実施されたイベント。イベントにちなんだ装備、コスチュームが含まれたガチャ、イベントミッションが実施された。レアコスチューム入手時には合わせてスチルも配布された。
聖夜の願い事
2016年12月22日から開催。スチル登場キャラは、チェリー、佳澄、ソフィア。
新年の十二死徒
2017年1月1日から開催。スチル登場キャラは、千鳥、奏、美春。
放課後際(アマテラス)
2017年1月10日から開催。スチル登場キャラは、美智留、こもり、靖奈。
湯けむり温泉大騒動
2017年1月20日から開催。スチル登場キャラは、莉穂、比企島こもり、ソフィア。
放課後際(酒天童子)
2017年1月31日から開催。スチル登場キャラは、冬芽、莉穂、佳澄。
悠久の聖泉志士
2017年2月7日から開催。スチル登場キャラは、こもり、美知留、凛縁。
不思議の学園のアリス
2017年2月17日から開催。スチル登場キャラは、冬芽、紫、胡桃
放課後祭（ヴァルキリー）
2017年2月28日から開催。スチル登場キャラは、冬芽、紫、胡桃。
華麗に咲き誇る桜乙女
2017年3月18日から開催。スチル登場キャラは、麗華、莉穂、胡桃。
放課後祭（アーサー）
2017年3月31日から開催。スチル登場キャラは、麗華、咲夜、チェリー。また、本イベントよりスチルにミニエピソードが追加された。
放課後祭（アヌビス）
2017年4月28日から開催。スチル登場キャラは、麗華、ソフィア、莉穂。
放課後祭（海賊女王）
2017年5月31日から開催。スチル登場キャラは、佳澄、美知留、凛縁。
祝福の花嫁
2017年6月28日から開催。スチル登場キャラは、咲夜、莉穂、チェリー。
放課後祭（ウンディーネ）
2017年7月28日から開催。スチル登場キャラは、千鳥、咲夜、靖奈。
サマーフェス
2017年8月1日から開催。スチル登場キャラは、メイシェン、冬芽、ソフィア、紫、美知留、チェリー。
夏祭り
2017年8月21日から開催。スチル登場キャラは、胡桃、莉穂、冬芽。
放課後の赤ずきん
2017年9月1日から開催。スチル登場キャラは、千鳥、冬芽、美春。
放課後祭（第六天魔王信長）
2017年9月1日から開催。スチル登場キャラは、咲夜、こもり、奏。

## コラボレーション
コラボカフェ「ガルトラ　放課後寄り道カフェ」（2017年1月10日 - 2月3日）
スイーツパラダイス新宿東口店にて期間限定にて開催。店内がガルトラ仕様にデコレーションされ、各キャラクターをイメージしたドリンクや、フード＆スイーツが提供された。 コラボメニュー注文者にはカフェ限定ノベルティがプレゼントされた。